# عرس الاسفل (بني ضبيان)

تعديل مصدري - تعديل

عرس الاسفل هي إحدى قرى عزلة بني ضبيان بمديرية بني ضبيان التابعة لمحافظة صنعاء، بلغ تعداد سكانها 26 نسمة حسب تعداد اليمن لعام 2004.